# Писающий мальчик
Пи́сающий мальчик или Маннекен-Пис (нидерл. Manneken Pis; фр. Petit Julien) — одна из наиболее известных достопримечательностей Брюсселя, расположенная в непосредственной близости от Гранд-плас, на пересечении улиц Банной (Rue de l'Étuve / Stoofstraat) и Дубовой (Rue du Chêne / Eikstraat). Это миниатюрная бронзовая статуя-фонтан в виде нагого мальчика, писающего в бассейн.

## История
Точное время и обстоятельства создания статуи неизвестны. По некоторым сведениям, статуя существовала уже в XV веке, возможно, с 1388 года. Одни краеведы рассказывают, что она установлена в напоминание о событиях гримбергенской войны, когда люлька с малолетним Готфридом III Лёвенским была подвешена на дереве, чтобы видом будущего монарха воодушевлять горожан, а ребёнок оттуда мочился на сражающихся под деревом воинов. По другому преданию, статуя была изначально призвана напоминать горожанам о том мальчике, который струёй мочи потушил разложенные неприятелем под городскими стенами боеприпасы.
Свой нынешний вид статуя приобрела в 1619 году благодаря мастерству Жерома Дюкенуа — придворного скульптора-маньериста, отца более известного Франсуа Дюкенуа. Начиная с 1695 года статую неоднократно похищали, в том числе это случилось и во время нахождения в городе наполеоновских войск (последний раз статую украли в 1960-е годы, после чего её в очередной раз заменили копией). О погоне за похитителем «писающего мальчика» рассказывается в немом французском фильме 1908 года «Saïda a enlevé Manneken-Pis».

## Традиции
С годами вокруг статуи возникло несколько любопытных традиций, например, в праздничные дни заменять струю воды вином или пивом.
Время от времени статую наряжают в костюмы. История гласит, что первый костюм «Писающему мальчику» прислал курфюрст Баварский Максимилиан-Эммануил в 1698 году, и с этих пор это стало не просто традицией. Это ещё и большая честь, которой удостаиваются только почётные гости города. Каждый месяц на решётке фонтана вывешивается список костюмов, согласно которому «Жюльен» будет менять наряды в течение месяца. «Гардероб» состоит из нескольких сотен различных одеяний. Костюмы меняются по списку, составляемому некоммерческой организацией «Друзья Писающего мальчика» (англ. The Friends of Manneken-Pis); на церемониях смены костюма обычно играет духовой оркестр. Неподалёку от фонтана на центральной площади города Grote Markt в Королевском музее находится экспозиция костюмов, которая насчитывает более 800 нарядов.

## Схожие статуи
- Свои «писающие мальчики» есть в Генте, Хасселте и Герардсбергене.
- Стараясь удержать славу «чудо-фонтанчика», брюссельцы разместили в городе ещё и «Писающую девочку», а также «Писающую собачку».
- Точная копия «писающего мальчика» находится в городе Кольмар в Эльзасе. Она была подарена мэром Брюсселя в 1922 году.
- Подражая примеру Брюсселя, владельцы частной гостиницы в городе Александрове установили на территории своего «писающего мальчика»[3].

Наряды писающего мальчика
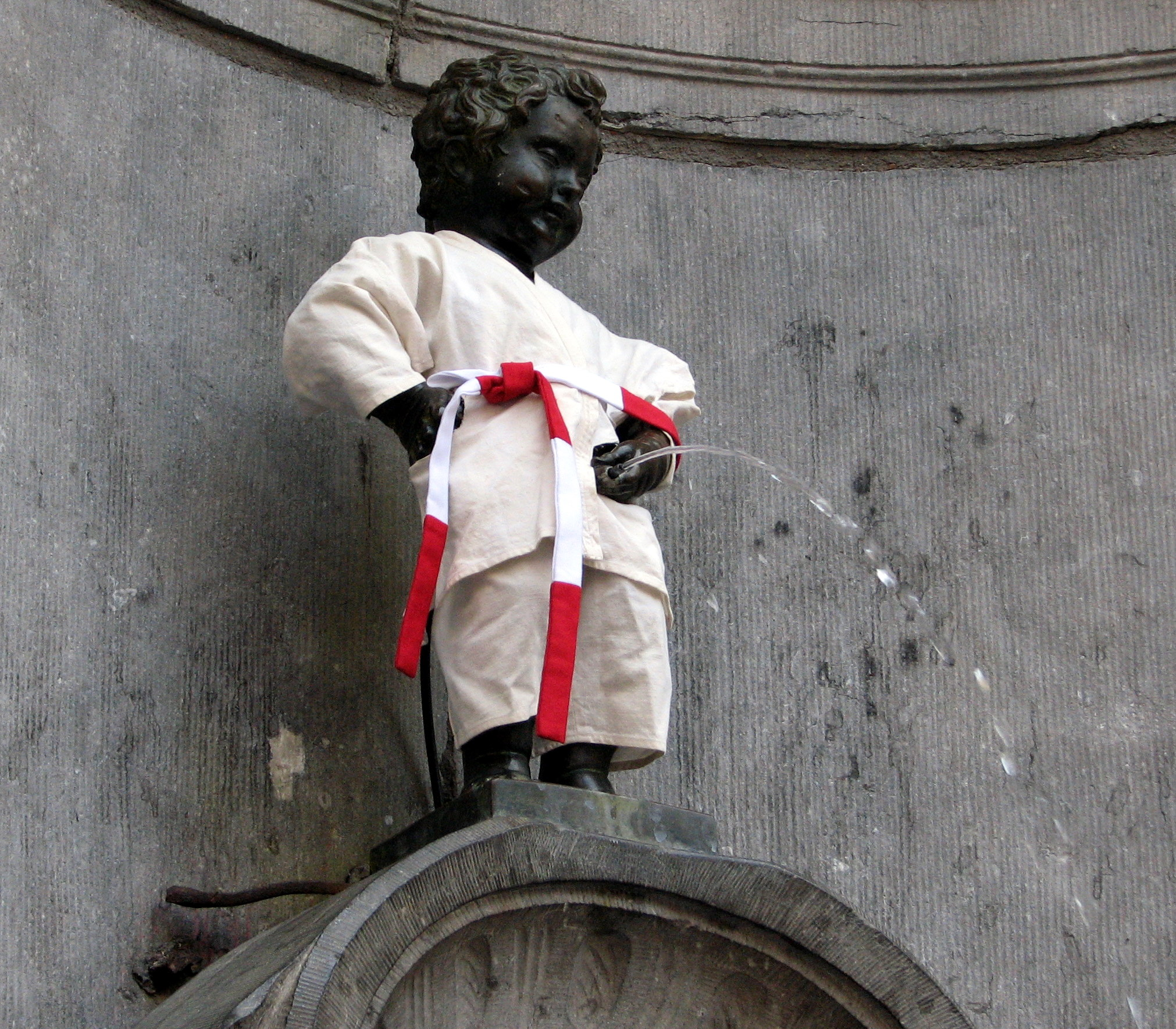
В наряде дзюдоиста
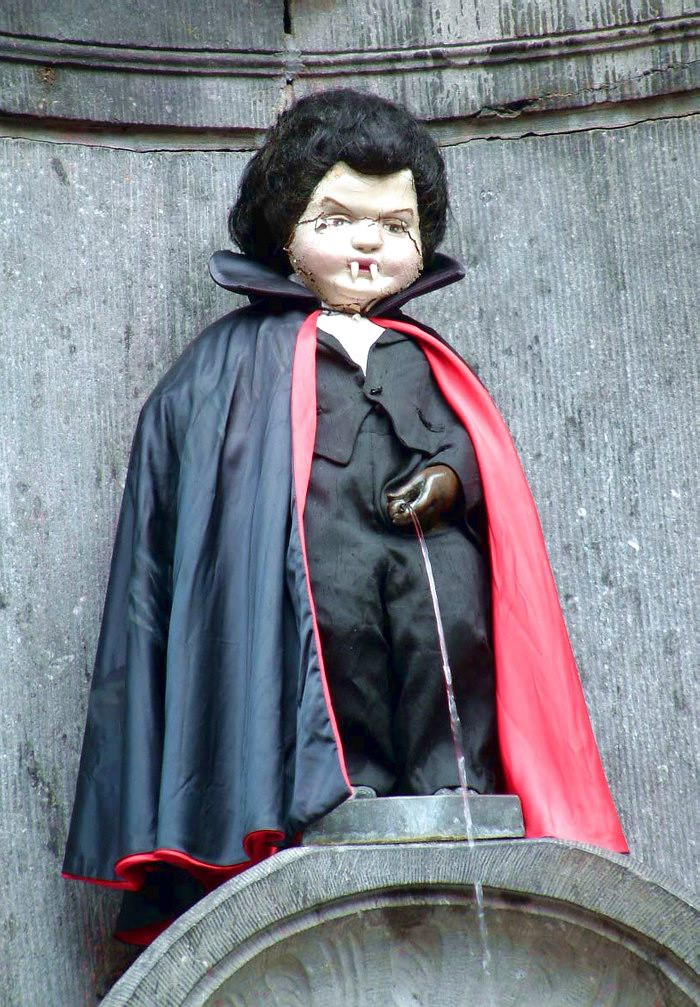
В наряде Дракулы
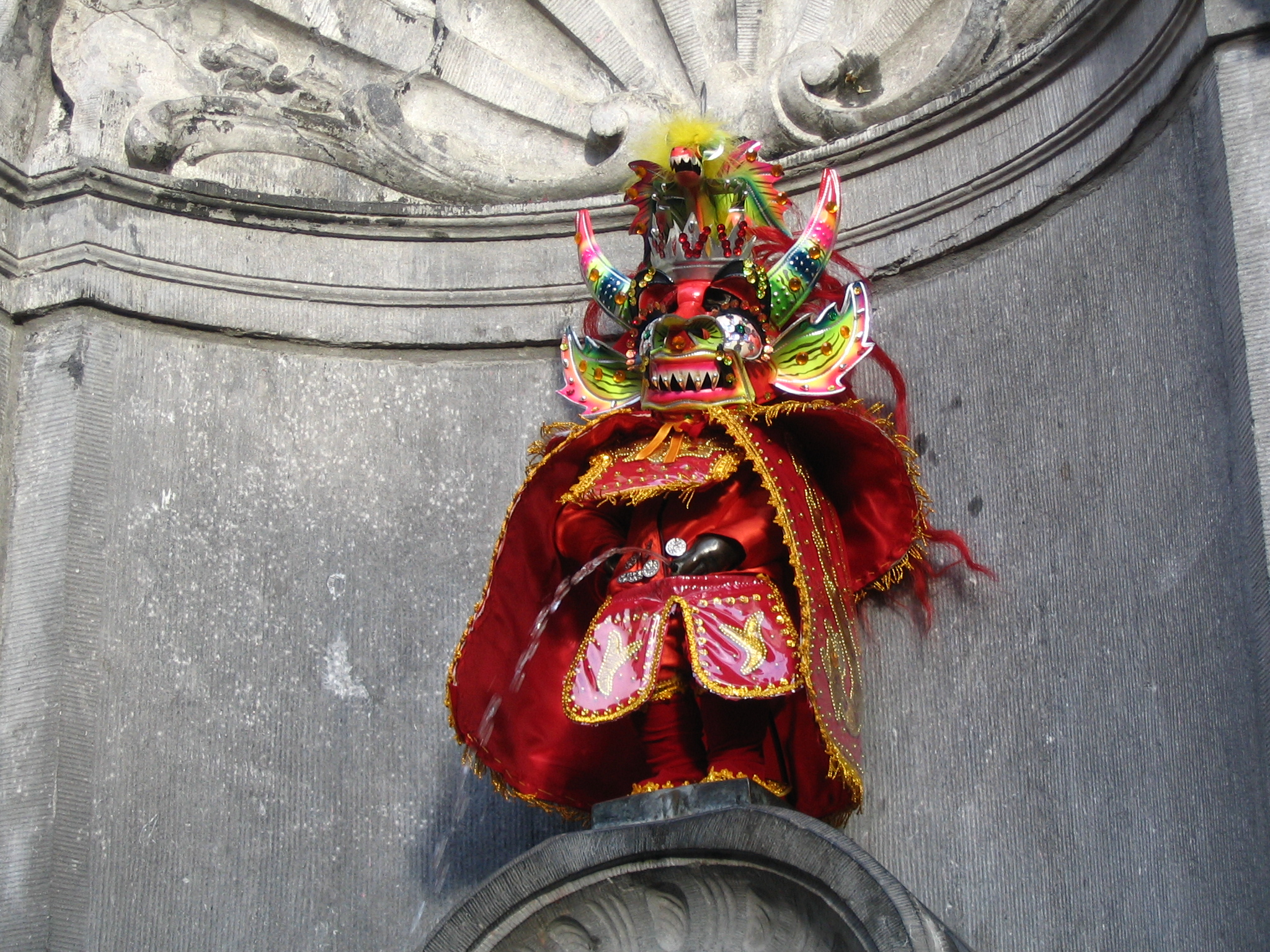
В наряде злого духа инков
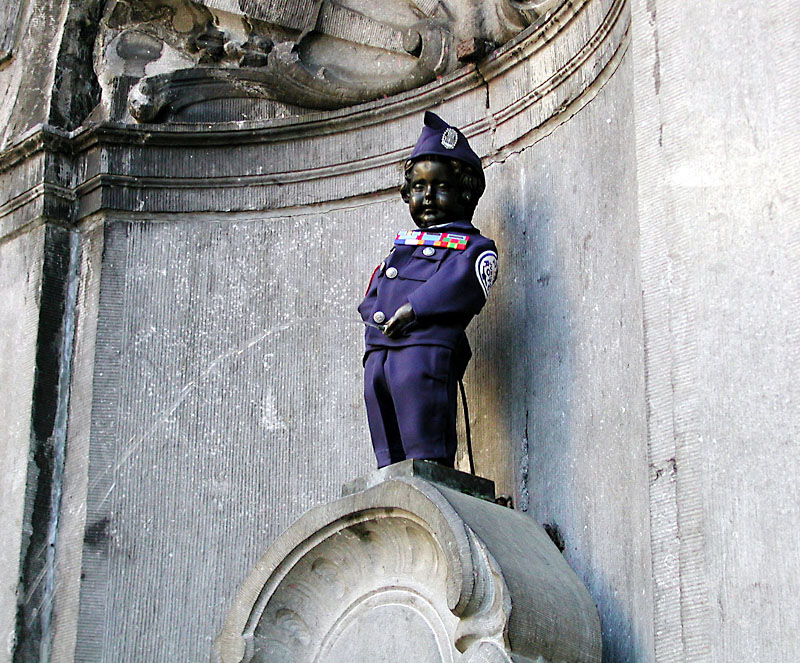
В форме американских ВВС
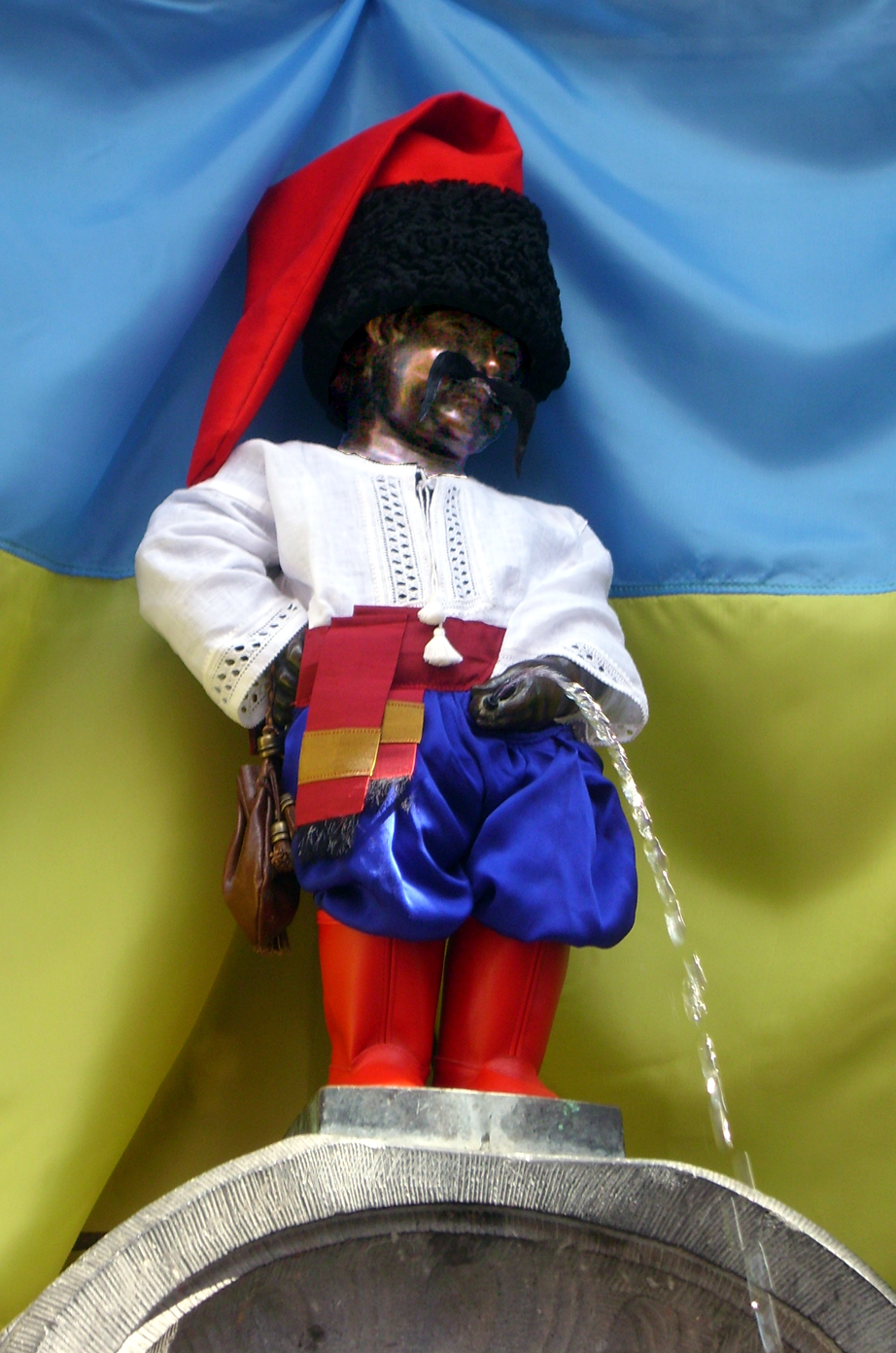
В одежде украинского казака
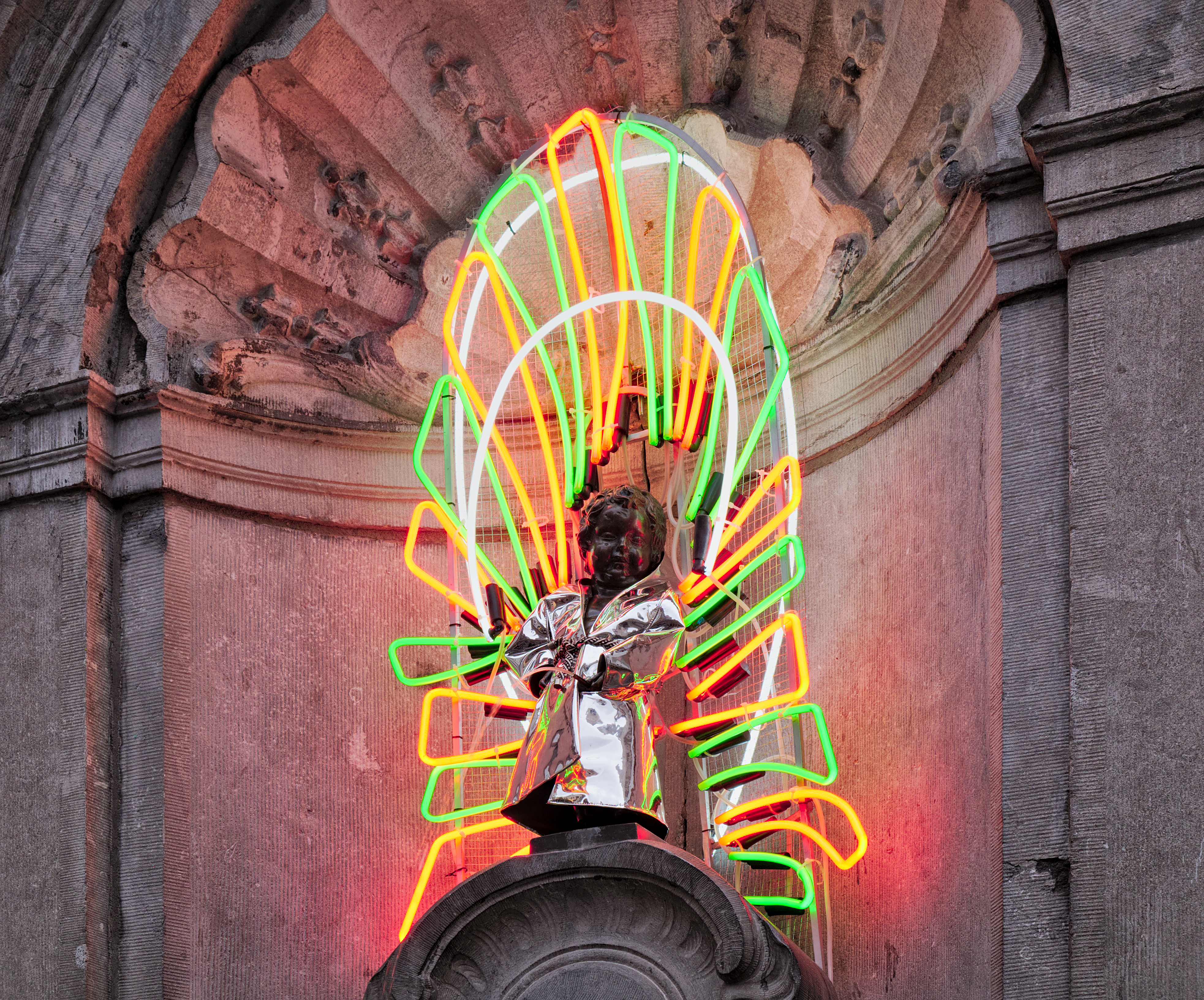
Писающий мальчик, 1000-й костюм (13 мая 2018)
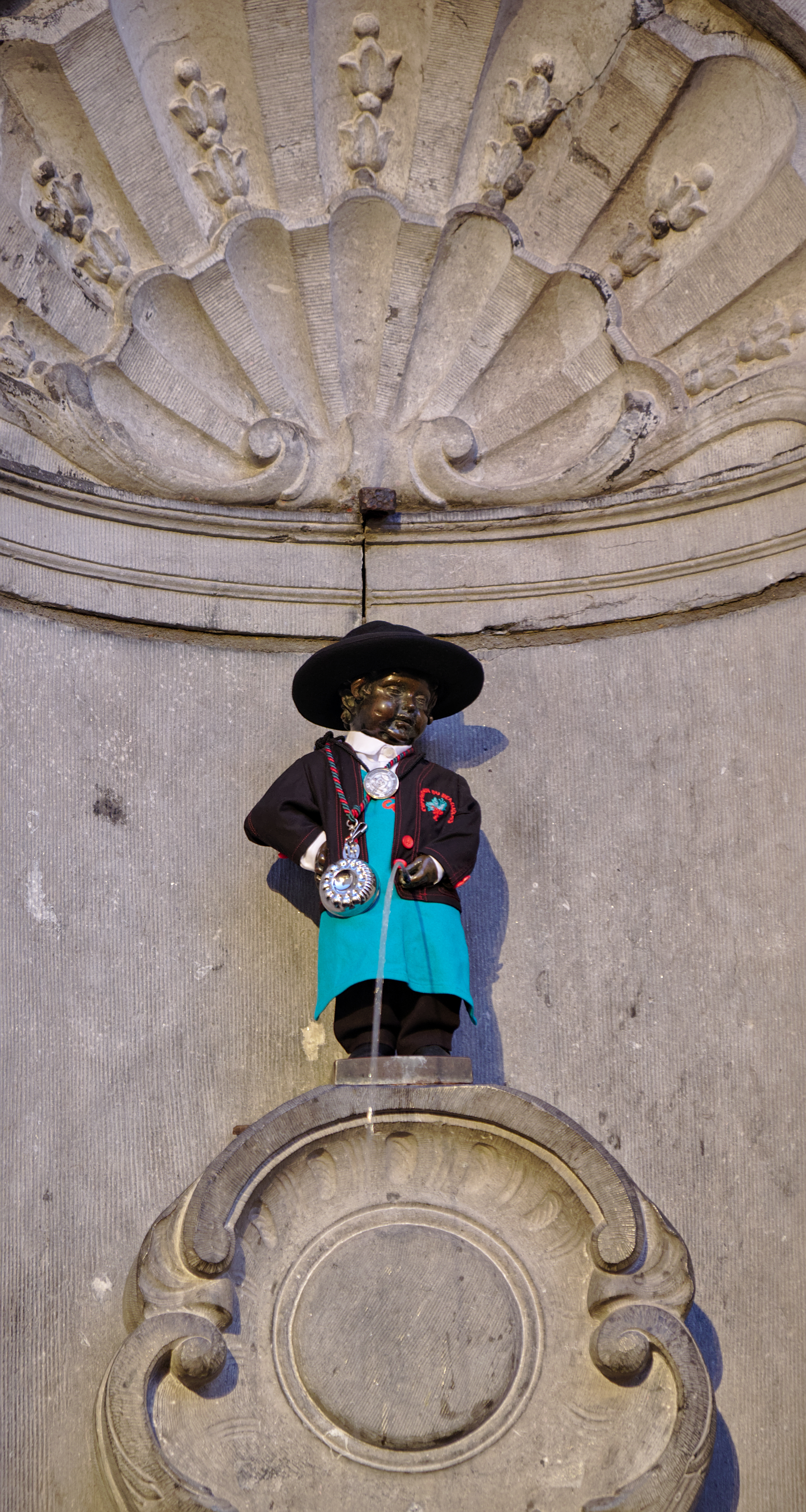
Костюм Спутники Божоле (15 ноября 2018)